# Ready to Burn
Ready to Burn è il disco d'esordio della band rock italiana Underdogs, pubblicato da Go Down Records nel 2007.

## Tracce
1. Intro (radio search) - 0:37
2. Wise Guys - 5:29
3. You Don't - 6:15
4. Larva Star - 4:45
5. Fuckcoverband - 3:47
6. Forbidden Sand - 4:23
7. Cowboy Style - 6:57
8. She Spills Blood - 3:31
9. Got Evil - 4:15
10. Lala Ballad - 3:58

## Formazione
- Simone Vian - basso e voce
- Michele Fontanarosa - chitarra
- Marco Brunello - batteria

### Altri musicisti
- Re Dinamite e Liz - cori nella traccia 5